# Erik Christensen (borgmester i Nyborg)
 For alternative betydninger, se Erik Christensen. (Se også artikler, som begynder med Erik Christensen)
Erik Christensen (født 25. februar 1958 i Rosilde ved Nyborg) er en dansk lærer og politiker, der var borgmester i Nyborg Kommune, valgt for Socialdemokraterne fra 1. januar 2010 til 31. december 2013.

## Baggrund
Christensen er født den 25. februar 1958 i Nyborg som søn af pensioneret matros Arno Christensen og pensioneret sygehjælper Bente Christensen. Han blev student fra Nyborg Gymnasium i 1978 og uddannet folkeskolelærer fra Odense Seminarium i 1984. Samme år, som han blev uddannet fra lærerseminariet, startede han med at arbejde som lærer på Bakkegårdsskolen i Langeskov, hvor han arbejdede frem til 1994. Fra 1990 var han ydermere ungdomsvejleder på samme skole. I 2008 blev han skoleleder på Baggesenskolen i Korsør, i perioden fra 2009 til 2010 var han lærer ved Ullerslev Centralskole.

## Politisk karriere
Han blev valgt til Ullerslev Kommunalbestyrelse i 1994, og i 1998 blev han kommunens borgmester, hvilket han virkede som indtil 2007. Han fortsatte som byrådsmedlem, da kommunen blev sammenlagt med Nyborg Kommune i 2007. Ved kommunalvalget 2009 var han Socialdemokraternes borgmesterkandidat og blev efterfølgende borgmester med støtte fra SF.
I 2013 genvandt han borgmesterposten i Nyborg Kommune med støtte fra SF og Enhedslisten, men måtte kort efter opgive den igen, da partioverløberen, Jan Reimar Christensen, tog springet fra Socialdemokraterne til Venstre og dermed ændrede mandatfordelingen til Venstres fordel.
Fra januar 2014 blev Erik Christensen således 1. viceborgmester, formand for sundhed- og forebyggelsesudvalget og ikke mindst formand for det særligt nedsatte Kinaudvalg, der varetager Nyborg Kommunes relation til Kina.
Efter adskillige opfordringer tog han i foråret 2014 imod tilbuddet om at blive folketingskandidat for Odense 1. kreds, og ved folketingsvalget den 18. juni 2015 blev han valgt med 4447 personlige stemmer. Han blev ikke valgt i 2019.